# Ax (catch)
Pour les articles homonymes, voir Eadie.
Bill Eadie (né le 27 décembre 1947 à Brownsville) est un catcheur (lutteur professionnel) américain ayant pour surnom Ax, de l'équipe Demolition et The Masked Superstar.
D'abord connu sous le nom de The Masked Superstar sur la côte-est des États-Unis où il remporte ses premiers titres, il rejoint la World Wrestling Federation (WWF) en 1986 et rapidement il forme avec Smash Demolition l'équipe Demolition managé par Mr. Fuji remportant à trois reprises le championnat du monde par équipe de la WWF. Au début des années 1990, il quitte la WWF à cause de multiples blessures qui le handicapent et lutte depuis ponctuellement dans diverses fédérations.

## Jeunesse
Après le lycée, Eadie obtient une bourse universitaire à l'université de Virginie-Occidentale où il fait partie de l'équipe de football américain et d'athlétisme. Il devient ensuite entraîneur pendant sept ans après l'obtention de son diplôme universitaire.

## Carrière de catcheur

### Entraînement et débuts (1972-1976)
Alors qu'Eadie est à Pittsburgh, il va avec son meilleur ami à un spectacle de catch. Ce dernier étant employé par la Commission athlétique de l'état de Pennsylvanie, ils rencontrent le Geeto Mongol (en), le promoteur de ce spectacle, qui propose à Eadie d'essayer le catch. Ce dernier accepte et après six mois d'entraînement il fait son premier combat le 15 décembre 1972,. Il lutte alors sous le nom de The Paramedic et bat Ron Matteucci.
Eadie prend le nom de Gedo Mongol et fait fréquemment équipe avec Geeto Mongol (en). Ils travaillent principalement en Géorgie.

### NWA et WWWF/WWF (1976–1984)
En 1976, Eadie rejoint la Mid-Atlantic Championship Wrestling (en) et change de gimmick pour celui de The Masked Superstar, un catcheur masqué.
Il est l'un des seuls catcheurs à avoir su porter un Body Slam sur André le Géant. Également, il gagne quatre titres de Georgia Heavyweight et unifie ce titre au NWA National Heavyweight Championship,. Il a également combattu au World Wrestling Federation contre de célèbres adversaires entre 1983 et 1984 tels que Bob Backlund, Hulk Hogan et Sgt. Slaughter, Jimmy Snuka, parmi d'autres.

### Retour à la WWF (1986–1990)
En 1986, il revient à la World Wrestling Federation (WWF) et devient Super Machine en équipe avec André le Géant sous le nom de Giant Machine et Blackjack Mulligan sous le nom de Big Machine. Les trois Machines sont désormais rivaux de Bobby Heenan et de son impressionnante équipe constituée de Big John Studd et King Kong Bundy ; les masques et gimmicks des Machines ont été inspirés du personnage « Super Strong Machine », joué par le catcheur japonais Junji Hirata au New Japan Pro Wrestling. Eadie abandonne son rôle de Machine et quitte la WWF pour le Florida puis combattra sous le nom de Masked Superstar, défiant ainsi Lex Luger pour le titre du NWA Southern. Il détient le titre pendant deux semaines avant de la perdre face à Luger.
En janvier 1987, Eadie revient à la WWF et forme l'équipe Demolition avec l'ancien Moondog Randy Colley, qui a combattu sous le nom de Smash tandis qu'Eadie combattait en tant qu'Ax. Colley est par la suite remplacé par Barry Darsow sous le nom de Smash. Malgré leur début en tant que heels (rôle des protagonistes), leur style unique et leur charisme se sont tellement popularisés qu'ils deviendront par la suite face (antagonistes) en novembre 1988. Ils remportent trois fois le WWF Tag Team Championship en équipe, mais perdent leurs ceintures à SummerSlam 1990 après avoir fait équipe avec Crush.

### Demolition (1991–1999)
Dès 1991, Ax forme un nouveau tag team, utilisant le nom de Demolition, en compagnie d'un catcheur canadien surnommé « Canadian Giant » or « Demolition Hux ». Ils partent en tournée pour New Japan Pro Wrestling, affrontant des superstars locales telles que Masa Saito, Riki Choshu et Tatsumi Fujinami, pendant la même période durant laquelle Smash et Crush combattait pour la WWF. Eadie forme une troisième équipe Demolition avec son partenaire Blast (Carmine Azzato).

### Promotions indépendantes (depuis 1999)

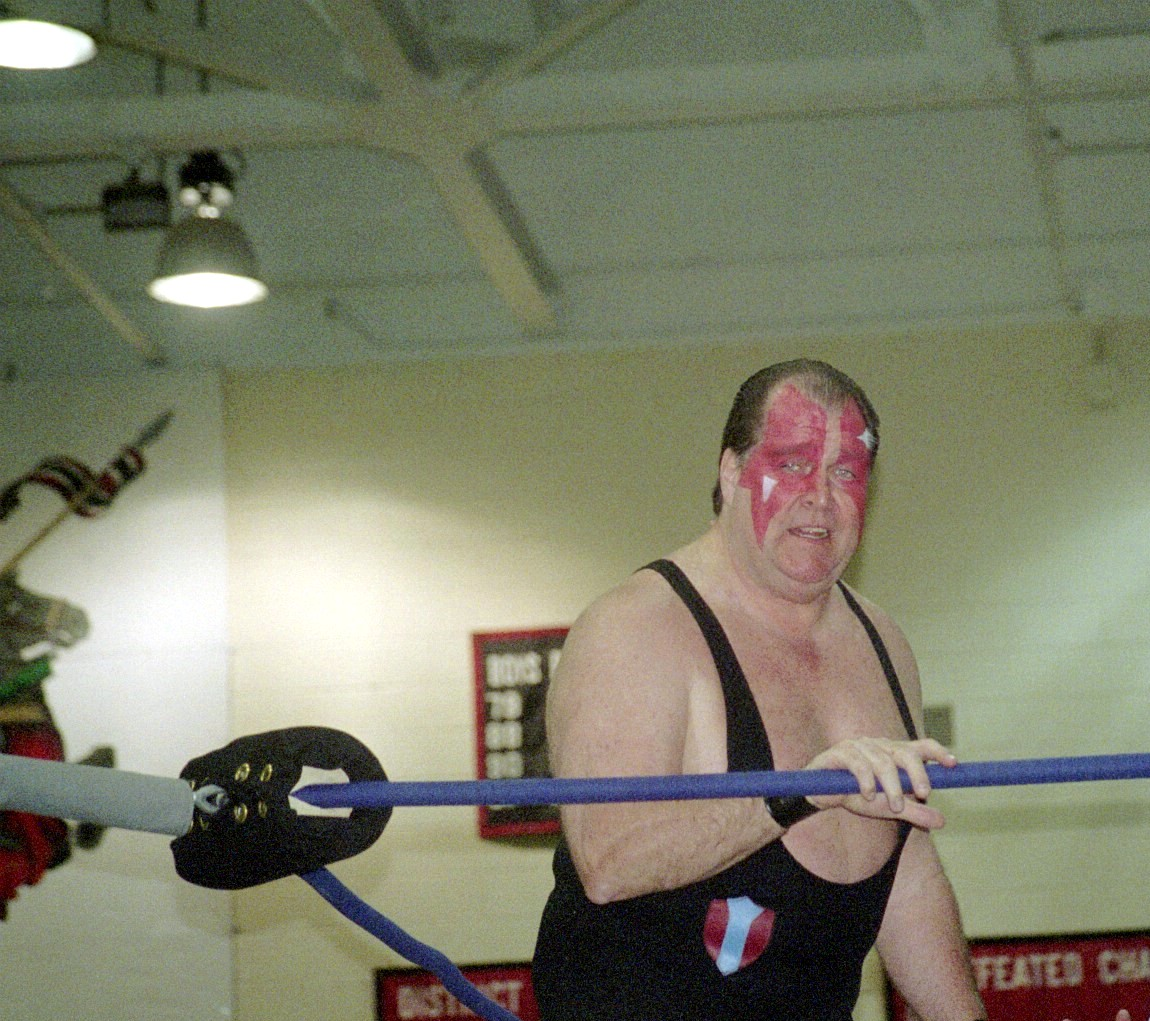
Demolition Ax dans le ring en 2006.

En 2007, Eadie still combat occasionnellement pour faire sa propre promotion et apparaît dans de nombreuses émissions sous le statut de « légende » aux États-Unis, au Canada et en Europe. The Masked Superstar gagne face à Greg Valentine pour le Mid-Atlantic Heritage Championship. Le titre change de propriétaire au Carolina Wrestling Classic le samedi 2 juin 2007 au L.P. Frans Stadium à Hickory (Caroline du Nord). Le Millennium Wrestling Federation réunit Ax et Smash des Demolition durant la réunion des Wrestling's Living Legends le 1er avril 2007, précédé de WrestleMania 23 à Windsor (Ontario). Ils s'affrontent régulièrement sous les noms de Ax et Smash pour la première fois depuis 16 ans. Le 28 mars 2009, Demolition Ax se présente au Keystone State Wrestling Alliance (KSWA) Hall of Fame à Pittsburgh (en Pennsylvanie). Ax y est présenté grâce à son succès, et du fait qu'il soit originaire de Brownsville, PA, également situé à l'ouest de la Pennsylvanie.
Le 2 octobre 2010 Ax fait sa troisième apparition au Dynamic Wrestling Alliance à Middletown, OH. Le 21 mai 2011, Demolition se réunit au Full Impact Pro. Demolition revient à Chikara le 16 septembre 2012, et prend part dans un tag team gauntlet match, durant lequel ils ont éliminé The Devastation Corporation (Blaster McMassive et Max Smashmaster), avant de se faire eux-mêmes éliminer par leurs anciens rivaux de la WWF, les Powers of Pain (The Barbarian et The Warlord).

## Palmarès
- American Wrestling Federation
  - AWF Heavyweight Championship (1 fois)[15]

- Championship Wrestling from Florida
  - NWA Southern Heavyweight Championship (Florida version) (1 fois)[10]

- Eastern Sports Association
  - IW North American Heavyweight Championship (1 fois)[16]

- Georgia Championship Wrestling
  - NWA Georgia Heavyweight Championship (4 fois)[8]
  - NWA Georgia Tag Team Championship (1 fois) – avec Austin Idol[17]
  - NWA National Heavyweight Championship (3 fois)[9]
  - NWA National Tag Team Championship (3 fois) – avec King Kong Bundy (1), Super Destroyer (1) et Big John Studd (1)[18]

- Great Lakes Championship Wrestling
  - GLCW Tag Team Champions (1 fois) – avec Smash

- Mid-Atlantic Championship Wrestling
  - NWA Mid-Atlantic Tag Team Championship (1 fois) – avec Masked Superstar 2[19]
  - NWA Television Championship (1 fois)[20]
  - NWA World Tag Team Championship (Mid-Atlantic version) (2 fois) – avec Paul Jones[21]

- Midwest Championship Wrestling Alliance
  - MCWA Midwest Heavyweight Championship (1 fois)[15]

- NWA Big Time Wrestling
  - NWA American Heavyweight Championship (1 fois)[22]

- NWA Mid-America
  - NWA World Tag Team Championship (Mid-America version) (1 fois) – avec Masked Superstar 2[23]

- Pro Wrestling Illustrated
  - PWI le place à la112e place du top 500 des catcheurs en solo[24]

- Pro Wrestling Report
  - PWR Lifetime Achievement Award (2010)[25] - avec Smash

- Southeastern Championship Wrestling
  - NWA Southeastern Heavyweight Championship (Southern Division) (1 fois)[26]
  - NWA Southeastern Tag Team Championship (1 fois) – avec Masked Superstar 2[27]

- United States Wrestling League
  - USWL Unified World Heavyweight Championship (1 fois)[15]

- United States Xtreme Wrestling
  - USXW Tag Team Championship (1 fois) – avec Smash

- Universal Superstars of America
  - USA Heavyweight Championship (1 fois)[15]
  - USA Tag Team Championship (1 fois) - avec Blast[15]

- World Wrestling Federation
  - WWF Tag Team Championship (3 fois) – avec Smash[12]